# Elettrotreno DR 280
L'elettrotreno 280 della Deutsche Reichsbahn era un elettrotreno prototipo, realizzato negli anni settanta in due esemplari per l'esercizio delle reti S-Bahn della Germania Est.
Si trattava di un treno a quattro elementi, costituito di due motrici che inquadravano due rimorchiate.
I prototipi furono provati sulle S-Bahn di Lipsia e di Magdeburgo, ma a causa di problemi tecnici e della mancanza di investimenti, non si arrivò mai alla produzione di serie; i due prototipi cessarono l'esercizio nel 1986.